# Судобичі
Судо́бичі — село в Україні, у Тараканівській сільській громаді Дубенського району Рівненської області. Населення становить 346 осіб.

## Географія
Село розташоване між річками Тартачкою та Іквою.

## Населення

### Мова
Розподіл населення за рідною мовою за даними перепису 2001 року:
| Мова       | Кількість | Відсоток |
| ---------- | --------- | -------- |
| українська | 342       | 98.84%   |
| російська  | 3         | 0.87%    |
| словацька  | 1         | 0.29%    |
| Усього     | 346       | 100%     |

## Історія
У 1906 році село Судобицької волості Дубенського повіту Волинської губернії. Відстань від повітового міста 15 верст. Дворів 72, мешканців 439.
7 (20) листопада 1917 року, відповідно до Третього Універсалу Української Центральної Ради, увійшло до складу Української Народної Республіки.
До 2020 року село підпорядковувалось Плосківській сільській раді.
12 червня 2020 року, відповідно до розпорядження Кабінету Міністрів України № 722-р від «Про визначення адміністративних центрів та затвердження територій територіальних громад Рівненської області», увійшло до складу Тараканівської сільської громади.
19 липня 2020 року, в результаті адміністративно-територіальної реформи та ліквідації  Дубенського (1939—2020) району, село увійшло до складу новоутвореного Дубенського району.

## Релігійні громади
До 11 вересня 2014 року у Судобичах діяла одна релігійна громада УПЦ московського патріархату. Під час зборів прихильників переходу до УПЦ Київського патріархату, які посилалися на російську збройну агресію проти України, було затверджено зміни й доповнення до статуту. Громада перейшла у підпорядкування Рівненської єпархії УПЦ КП 2 квітня 2015 року, за фактом офіційної реєстрації.
У селі діють дві релігійні громади — УПЦ МП (реєстраційний номер 22585082) та ПЦУ (реєстраційний номер 39725219), причому друга, за даними Єдиного державного реєстру, має точну юридичну адресу.
На храм громада УПЦ МП не претендує, оскільки  будує інший.